# Symphonie no 22 de Michael Haydn
Pour les articles homonymes, voir Symphonie no 22.
La Symphonie no 22 en fa majeur, Perger 14, Sherman 23, Sherman-révisé 22, MH 284, est une symphonie de Michael Haydn, composée à Salzbourg en 1779.

## Analyse de l'œuvre
Elle comporte trois mouvements :
1. Adagio - Presto
2. Andante, en si bémol majeur
3. Vivace assai

## Instrumentation
- deux hautbois, deux bassons, deux cors, cordes.